# Minthostachys
Minthostachys es un género con diecisiete especies de plantas con flores perteneciente a la familia Lamiaceae. Es originario del sur de América tropical.

## Etimología
Minthostachys: nombre genérico que deriva de las palabras griegas: minthe = (menta) y stachys = (espiga). Las especies de este género se parecen a las del género Mentha por la apariencia de las flores y la presencia de aceites esenciales, aunque los dos géneros no están correlacionados entre sí.

## Especies
| - Minthostachys acris - Minthostachys acutifolia - Minthostachys andina - Minthostachys diffusa - Minthostachys dimorpha - Minthostachys elongata - Minthostachys fusca - Minthostachys glabrescens - Minthostachys latifolia | - Minthostachys mollis - Minthostachys ovata - Minthostachys rubra - Minthostachys salicifolia - Minthostachys septentrionalis - Minthostachys setosa - Minthostachys spicata - Minthostachys verticillata (peperina) |